# André Pinto (portugalski piłkarz)
André Almeida Pinto (ur. 5 października 1989 w Vila Nova de Gaia) – portugalski piłkarz grający na pozycji środkowego obrońcy. Od 2014 jest zawodnikiem klubu SC Braga.

## Kariera klubowa
Swoją karierę piłkarską Pinto rozpoczął w klubie SC Arcozelo. W 1999 roku podjął treningi w FC Porto, a w latach 2004–2005 trenował w Padroense FC. W 2008 roku odszedł z Porto na wypożyczenie do CD Santa Clara, grającego w drugiej lidze portugalskiej. W 2009 roku wypożyczono go do pierwszoligowej Vitórii Setúbal. Swój debiut w niej zaliczył 13 września 2009 w przegranym 0:4 domowym meczu z União Leiria. W Vitórii grał przez rok.
W 2010 roku Pinto został wypożyczony z Porto do Portimonense SC. Zadebiutował w nim 13 sierpnia 2010 w przegranym 1:3 wyjazdowym meczu z SC Braga. W sezonie 2010/2011 spadł z Portimonense do drugiej ligi.
Sezon 2011/2012 Pinto spędził na wypożyczeniu w SC Olhanense. Swój debiut w Olhanense zaliczył 22 października 2011 w wygranym 1:0 domowym spotkaniu z Vitórią SC. Grał w nim przez rok.
W 2012 roku Pinto odszedł z FC Porto do Panathinaikosu. W lidze greckiej swój debiut zanotował 25 sierpnia 2012 w zwycięskim 1:0 wyjazdowym spotkaniu z Lewadiakosem. W Panathinaikosie spędził sezon.
W 2013 roku Pinto wrócił do Portugalii i został piłkarzem SC Braga. W Bradze zadebiutował 5 kwietnia 2014 w wygranym 2:0 wyjazdowym meczu z SC Olhanense.
| Sezon   | Klub             | Kraj       | Rozgrywki          | Mecze | Bramki |
| ------- | ---------------- | ---------- | ------------------ | ----- | ------ |
| 2008/09 | CD Santa Clara   | Portugalia | Segunda Liga       | 27    | 3      |
| 2009/10 | Vitória Setúbal  | Portugalia | Primeira Liga      | 22    | 1      |
| 2010/11 | Portimonense SC  | Portugalia | Primeira Liga      | 26    | 2      |
| 2011/12 | SC Olhanense     | Portugalia | Primeira Liga      | 21    | 2      |
| 2012/13 | Panathinaikos AO | Grecja     | Superleague Ellada | 16    | 0      |
| 2013/14 | SC Braga B       | Portugalia | Segunda Liga       | 3     | 0      |
| 2013/14 | SC Braga         | Portugalia | Primeira Liga      | 2     | 0      |
| 2014/15 | SC Braga         | Portugalia | Primeira Liga      | 33    | 1      |

## Kariera reprezentacyjna
Pinto grał w młodzieżowych reprezentacjach Portugalii na różnych szczeblach wiekowych. W dorosłej reprezentacji Portugalii zadebiutował 31 marca 2015 w przegranym 0:2 towarzyskim meczu z Republiką Zielonego Przylądka, rozegranym w Estoril. W 60. minucie tego meczu został ukarany czerwoną kartką.